# Ffion Morgan
Ffion Morgan (* 11. Mai 2000 in Wales) ist eine walisische Fußballspielerin. Sie ist seit Ende Juli Vertragsspielerin von West Ham United. Seit April 2017 spielt sie für die A-Nationalmannschaft und nahm 2025 das erste Mal mit ihrer Mannschaft an einer Europameisterschaft teil.

## Karriere

### Vereine
Morgann kam das erste Mal für die in Saron in der Nähe von Ammanford (Carmarthenshire) ansässige Jugendmannschaft Saron Juniors (gemeinsam mit Jungen) mit Fußball in Berührung. Im weiteren Verlauf spielte sie für die weibliche Jugend des Ammanford Football Club und der Mannschaft des Nachwuchsleistungszentrum Bristol City Academy.
Ihr erster Verein im Seniorinnenbereich war Cardiff City, für den sie in der Saison 2018/19 in der FA Women’s National League, der dritthöchsten Spielklasse, zu Punktspielen kam. Anschließend spielte sie in der Women’s Super League 2, der zweithöchsten Spielklasse im englischen Frauenfußball, jeweils eine Saison für Coventry United und für den in London ansässigen Crystal Palace.
Seit Juli 2021 spielt sie für Bristol City. Für diesen Verein bestritt sie zunächst bis Saisonende 2022/23 37 Zweitligaspiele, in denen ihr acht Tore gelangen. Mit dem Aufstieg in die höchste Spielklasse, der FA Women’s Super League, erzielte sie in 22 Punktspielen ein Tor. Ihr Erstligadebüt erfolgte zum Saisonstart am 1. Oktober 2023 bei der 2:4-Niederlage im Heimspiel gegen die Frauenfußballmannschaft von Leicester City, ihr erstes Tor folgte am 5. November 2023 (5. Spieltag) beim 3:2-Sieg im Auswärtsspiel gegen West Ham United mit dem Treffer zur 2:1-Führung in der 37. Minute. Nach der einjährigen Erstligazugehörigkeit, ist sie mit ihrer Mannschaft erneut in der zweithöchsten Spielklasse aktiv. Am 20. Juni 2025 bestätigte ihr Verein, dass sie mit Ablauf ihres Vertrages (am 30. Juni 2025) den Verein verlassen wird.
Am 30. Juli 2025 wurde sie von West Ham United verpflichtet und mit einem Zwei-Jahres-Vertrag an den Verein gebunden.

### Nationalmannschaft
Morgan gehörte zunächst den Nachwuchsnationalmannschaften des FAW der Altersklassen U15, U16 und U18 an, bevor sie als Spielführerin für die U19-Nationalmannschaft im Oktober 2018 drei Spiele in der der Gruppe 12 der ersten Qualifikationsrunde für die angestrebte Teilnahme an der altersbezogenen Europameisterschaft 2019 in Schottland bestritt.
Ihr A-Länderspieldebüt fand in einem Freundschaftsspiel gegen die Nationalmannschaft Nordirlands statt, das in Ystrad Mynach (am 5. oder 7. April 2018!?) mit 3:1 gewonnen wurde. Über weitere in Freundschaft ausgetragene Länderspiele, wurde sie u. a.  in sieben WM-Qualifikationsspielen, neun EM-Qualifikationsspielen (2 Tore), zehn Spielen in den Wettbewerben der Nations-League (6 Spiele Gruppe A3, 2023, 4 Spiele Gruppe A4, 2025) eingesetzt. Mit der Mannschaft nahm sie ferner am Turnier um den Pinatar-Cup 2022 teil (jeweils ein Spiel im Viertel- und Halbfinale und im Spiel um Platz 3).
Dem EM-Kader 2025 zugehörig, wurde sie in allen Spielen der Gruppe D berücksichtigt; einmal als Ein- und zweimal als Auswechselspielerin.

## Erfolge
Nationalmannschaft
- Erste Teilnahme an einer Europameisterschaft (2025)

Bristol City
- Meister Women’s Super League 2 2023 und Aufstieg in die Women’s Super League

## Sonstiges
- Morgan verfügt über eine UEFA-B-Lizenz als Trainerin.[1][7]
- Sie setzt sich öffentlich für LGBTQ+-Rechte im Fußball ein und ist bekannt für ihr Engagement zur Förderung von Vielfalt und Inklusion im Sport.[8]